# Hauspersonal

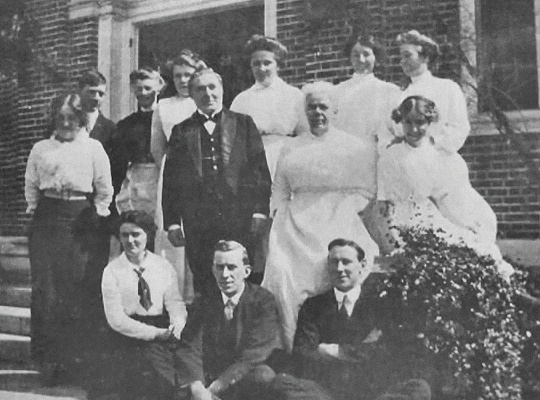
Hausangestellte in den Vereinigten Staaten im Jahr 1914

Hauspersonal bezeichnet  Arbeitnehmer, die vor allem in Privathaushalten tätig sind, um Haus- und Familienarbeiten auszuführen.

## Tätigkeit
Eine Haushaltshilfe erbringt in einem fremden Haushalt Haus- und Familienarbeiten, die sonst von den Haushaltsmitgliedern selbst ausgeführt werden.
Dazu gehören beispielsweise:
- Lebensmittel einkaufen und einlagern
- Essen zubereiten
- Wäschereinigung
- Reinigung und Pflege der Wohnung und des Inventars

Dazu können auch Tätigkeiten kommen, die sich mit anderen Berufsfeldern überlagern:
- Beaufsichtigung und Erziehung von Kindern
- Grundversorgung von kranken oder behinderten Personen
- Versorgung von Haustieren oder Mithilfe in (kleineren) landwirtschaftlichen Betrieben.

## Begriffe und Ausprägungen
Für Hauspersonal sind viele Begriffe verbreitet: Haushaltshilfe (vor allem bei geringfügiger Beschäftigung), Dienstmädchen, Domestiken (veraltet), Hilfskraft im Haushalt,  Hausangestellter, Haustochter oder umgangssprachlich scherzhaft auch „Perle“. In der Hotellerie wird von Hauspersonal gesprochen, wenn nicht der Service in der Gastronomie gemeint ist. Die Verbreitung der verschiedenen Begriffe variiert auch regional, so wird z. B. in Österreich gerne von der Zugehfrau als Besorgerin gesprochen. Wird ein Koch in einem Privathaushalt dauerhaft beschäftigt, wird er Privatkoch genannt.
Bei Haushalten mit zwei oder mehr Kräften spricht man dann auch von einer hauswirtschaftlichen Erstkraft und Zweitkraft (z. B. Hausdame, aus der Berufsgruppe: hauswirtschaftliche Bereichsleiterin) oder einer Kraft, die den Haushalt leitet, wie z. B. ein Butler.
Zum Beispiel als Erstkraft die Haushälterin und als Zweitkraft die Zugehfrau oder auch Reinemachefrau/Putzfrau oder Haushaltshilfe genannt.
Zugehfrauen
Als Zugehfrau (Pendant: Dienstmann) bezeichnet man Hauspersonal und Haushaltshilfen. Der Begriff stammt aus der Zeit vor der technischen Revolution, als vornehme Haushalte für zahlreiche Tätigkeiten Hauspersonal beschäftigten (Wäscherinnen, Putzfrauen, Kutscher, Gärtner etc.), um den Teil des Personals zu bezeichnen, der anders als etwa die Dienstboten nicht mit im Haushalt des Arbeitgebers lebte, also „zum Dienst ging“. Dadurch wichen häufig auch die Uniformvorschriften der Zugehfrauen (und Dienstmänner) von denen der Dienstboten ab. Heutzutage findet der Begriff etwa noch im bairischen Sprachraum – vor allem in der Form Zugeherin – als Synonym für Putzfrau oder Heimhilfe Anwendung.

## Qualifikation
Meist wird in diesem Bereich von gering qualifizierter Arbeit ausgegangen. Dies berücksichtigt jedoch nicht, dass es sich beispielsweise bei der Reinigung um physisch schwere Arbeit handelt, für deren Ausübung hygienische, arbeitstechnische und ergonomische Kenntnisse erforderlich sind. Eine zugrundeliegende Erfahrung durch „Familienarbeit“ im eigenen Haushalt wird implizit vorausgesetzt, wird aber nicht als tatsächliche Qualifizierung anerkannt. Wichtig sind für den Arbeitgeber Ehrlichkeit und Verschwiegenheit der beschäftigten Personen, da diese Zutritt zu nahezu allen Wohnräumen erhalten und zwangsläufig Einblicke in das Privatleben ihrer Arbeitgeber haben.
Eine systematische Qualifizierung und berufsbegleitende Weiterbildung von in Privathaushalten beschäftigten Personen sind bisher nicht die Regel. Dies wird auch für das schlechte Image des so beschäftigten Personenkreises mitverantwortlich gemacht, was auch das Interesse potenzieller Arbeitnehmer und Dienstleistungskunden dämpfe. Bei Dienstleistungszentren unterliegt die Durchführung von Aus- und Weiterbildung dem Ermessen des Unternehmens.

## Internationale Übereinkommen
Im Jahr 2011 beschloss die Internationale Arbeitsorganisation das ILO-Übereinkommen Nr. 189 über menschenwürdige Arbeit für Hausangestellte und die zugehörige Empfehlung 201. Es wurde von zahlreichen Staaten ratifiziert, darunter 2013 von Deutschland und 2014 von der Schweiz.